# 歌川国勝
歌川 国勝（うたがわ くにかつ、生没年不詳）とは、江戸時代の浮世絵師。

## 来歴
初代歌川豊国の門人。俗名不明、歌川の画姓を称し、一僊斎、一千斎、一仙斎と号す。文政11年（1828年）に初代豊国追善のため建てられた豊国先生瘞筆之碑に、門人の一人として名が刻まれている。作は肉筆画が3点知られる。生没年は不明だが、「吉原風俗」には「七十三叟」とあるので73歳まで生きていたことがうかがえる。

## 作品
- 「吉原風俗」　絹本着色　光記念館所蔵　※「御好應　七十三叟　一僊斎國勝画」の落款、「弌千齊」の朱文円印あり。那須ロイヤル美術館（小針コレクション）旧蔵
- 「四十八癖図巻」　紙本着色、巻子本一巻　日本浮世絵博物館所蔵　※「一仙齋國勝画」の落款、「哥川」と「國勝」の印あり。「無くて七癖、有って四十八癖」という言葉から導き出されたといわれる作で、老若男女48人を「物しりめかす癖」、「芸者めかす癖」、「通人めかす癖」などの「四十八癖」それぞれのポーズで描く。
- 「雪月花三美人図」　絹本着色、三幅対　ボストン美術館所蔵　※「一千齋國勝画」の落款、「歌川」の白文方印と「弌千斎」の朱文円印あり（三幅いずれも同じ）